# نبيلة أدوغي
نبيلة ادوغي (مواليد 3 نوفمبر 1986) لاعبة كرة قدم فرنسية وجزائرية سابقة لعبت في مركز الدفاع. كانت عضوة في منتخب الجزائر لكرة القدم للسيدات.

## المسيرة المهنية مع الأندية
لعبت ادوغي مع نادي بانيو في فرنسا.

## المسيرة الدولية
مثلت ادوغي الجزائر على المستوى الدولي خلال بطولة أفريقيا لكرة القدم للسيدات 2006.